# Alexandra Bruce
Mary Alexandra „Alex“ Bruce (* 27. Mai 1990 in Toronto) ist eine kanadische Badmintonspielerin. 

## Karriere
Alex Bruce gewann bei der Panamerikameisterschaft 2009 die Bronzemedaille im Mixed mit Kevin Li. 2011 siegte sie bei den Romanian International und gewann gemeinsam mit Michelle Li den nationalen Titel im Damendoppel in Kanada.

## Sportliche Erfolge
| Saison | Veranstaltung                 | Disziplin   | Platz | Name                      |
| ------ | ----------------------------- | ----------- | ----- | ------------------------- |
| 2009   | Panamerikameisterschaft       | Mixed       | 3     | Kevin Li / Alex Bruce     |
| 2011   | Kanada: Einzelmeisterschaften | Damendoppel | 1     | Alex Bruce / Michelle Li  |
| 2011   | Romanian International        | Damendoppel | 1     | Alex Bruce / Michelle Li  |
| 2011   | Panamerikanische Spiele       | Damendoppel | 1     | Alex Bruce / Michelle Li  |
| 2012   | Finnish International         | Damendoppel | 1     | Alex Bruce / Michelle Lie |